# Леплёвка
Леплёвка (бел. Леплеўка) — деревня на юго-западе Брестского района Брестской области Белоруссии. Входит в состав Домачевского сельсовета. 
Население — 302 человек (2023).

## География
Деревня расположена в 4 км к северо-востоку от Домачево и к югу от деревни Дубица. Граница с Польшей, которая здесь проходит по реке Западный Буг, находится в 3 км к северо-западу. В деревне течёт небольшая река Копаювка, приток Западного Буга. Через Леплёвку проходит автодорога Р94 (Брест — Томашовка), от которой у Леплёвки отходит дорога к пограничному переходу Домачево — Словатичи, и железнодорожная линия Брест — Томашовка. В деревне есть железнодорожная платформа.

## История
В 1765 году в деревне было 26 дворов, корчма и две водяные мельницы.
В середине XIX века — деревня в Брестском уезде Гродненской губернии, входила в имение Домачево, которым владел граф Витгенштейн. В 1875 году в деревне был построен из кирпича усадебный дом, окруженный пейзажном парком площадью 7 га. В 1886 году работали водяная мельница и лесопилка. По переписи 1897 года — 149 дворов, 849 жителей (419 мужчин и 430 женщин), из них 816 православных; действовала школа грамоты, хлебозапасный магазин, две водяные мельницы, корчма. В 1905 году — деревня Домачевской волости Брестского уезда.
В Первую мировую войну с 1915 года оккупирована германскими войсками. Согласно Рижскому мирному договору (1921) деревня вошла в состав межвоенной Польши, где принадлежала гмине Домачево Брестского повета Полесского воеводства. В 1921 году насчитывала 22 двора. В июле 1933 года произошло выступление населения против податей. С 1939 года — в составе БССР, в 1940 году — 220 дворов, центр сельсовета в составе Домачевского района.
В Великую Отечественную войну фашисты уничтожили 54 двора, убили 15 мирных жителей; 25 сельчан погибли на фронте, 3 — в партизанах. 23 сентября 1942 года гитлеровцы вывезли 55 воспитанников Домачевского детского дома и их воспитательницу за пределы посёлка и расстреляли неподалёку от деревни Леплёвка. В 1952 году на могиле установлен обелиск, в 1987 году он заменён на новый памятник, под названием «Протест».
В 1956 году деревня была передана в состав Брестского района, с 1957 года — в Домачевском поссовете. С 1959 года — в составе совхоза «Домачевский».

## Население
Численность населения на 1 января 2023 года — 302 человек, 148 хозяйств.
Население — 342 человека (2019).
На 1 января 2018 года насчитывалось 354 жителя в 167 домохозяйствах, из них 32 младше трудоспособного возраста, 202 в трудоспособном возрасте и 120 — старше трудоспособного возраста.

## Инфраструктура
Имеются фельдшерско-акушерский пункт, сельский Дом культуры, магазин, почтовое отделение. До недавнего времени действовала базовая школа, в здании которой сейчас находится экохостел «Прибужское Полесье».

## Культура
- Дом культуры
- Этнографический уголок Леплёвского СК

## Достопримечательность
- Могила жертв фашизма (1942) —  Историко-культурная ценность Республики Беларусь, шифр 113Д000095
- Памятник «Протест», № 4564, расположен в лесу
- Знак «Протест», расположен на трассе Брест-Томашовка